# Шуберт, Георгина
Георгина Шуберт (нем. Georgine Schubert; 28 октября 1840, Дрезден — 26 декабря 1878, Штрелиц) — немецкая оперная певица (сопрано). Дочь скрипача Франсуа Шуберта и певицы Машинки Шуберт.
Начала учиться музыке под руководством отца (гармония) и матери (вокал), с ранних лет продемонстрировала, при относительно скромных вокальных данных, музыкальность и дар импровизации. На музыкальной вечеринке в родительском доме её одарённость привлекла внимание Женни Линд, по настоянию которой в 1857 году отправилась в Лондон для занятий с Мануэлем Гарсиа, занималась частным порядком и под руководством самой Линд. В 1858 году перебралась в Берлин к своему дяде, актёру и певцу Луи Шнайдеру, у которого также брала уроки. При его содействии дебютировала в 1859 г. в Гамбургской опере в партии Амины в «Сомнамбуле» Виченцо Беллини, затем с особым успехом исполняла в Гамбурге заглавную партию в «Диноре» Жака Мейербера.
После продолжительной гастрольной поездки по Италии, включавшей выступления на таких важнейших оперных сценах, как миланская Ла Скала и венецианская Ла Фениче, вернулась в Берлин и некоторое время пела в Королевской опере, затем недолго во Франкфурте-на-Майне, из которого перебралась в Париж, где пела, в частности, Маргариту в «Фаусте» Шарля Гуно, высоко оценившего её исполнение. В 1864 году вернулась в Германию и после выступлений в ряде городов в 1865—1866 гг. была солисткой Ганноверской придворной оперы. В январе 1867 г. перешла в придворный театр герцогства Мекленбург-Стрелиц, где дебютировала в партии Розины в «Севильском цирюльнике» Джоакино Россини. Пользовалась покровительством великой княгини Августы Каролины, в 1868 году получила от неё звание камер-певицы. В 1870-е гг. нечасто покидала Штрелиц, однако в 1875 г. выступала с концертами в Лондоне.